# ディノ・ンドロヴ
ディノ・ンドロヴ（アフリカーンス語: Dino Ndlovu、1990年2月15日 - ）は、南アフリカ共和国のサッカー選手。南アフリカ共和国代表。ポジションはFW。

## クラブ歴
クレルクスドルプ近郊のジョウベルトン出身。路上でサッカーを初めて、アカデミー・オブ・エクセレンスに加入する機会があったものの、母が家に一人になってしまうために固辞した。後にヨハネスブルグに渡り、駅の風呂に3日間宿泊しながらプラチナム・スターズFCのトライアルに参加。その得点力から契約を勝ち取った。しかし2011年に契約を更新しない事を通告され、妊娠した妻もいて稼ぎ手であった彼は次の場所を探さなければいけなかった。
プラチナム・スターズから放出された後、代理人のアドバイスを元に国外に飛び立った。イスラエルのブネイ・イェフダ・テルアビブFCのトライアルに参加すると僅か2日で契約となった。その後マッカビ・ハイファFCに移籍するが、南アフリカに期限付き移籍で復帰した。
2015年夏にアノルトシス・ファマグスタに移籍。
2016年8月12日にFKカラバフに2年契約で加入。UEFAチャンピオンズリーグ 2017-18 予選ではFCコペンハーゲンからアウェーゴールをあげてグループリーグ進出というクラブ史上初の快挙に貢献した。
2018年に中国サッカー・甲級リーグの浙江緑城に移籍。